# Кулалиси (Ахалцихский муниципалитет)
Кулалиси (груз. ყულალისი) — село в Грузии, на территории Ахалцихского муниципалитета края (мхаре) Самцхе-Джавахети.

## География
Село находится в южной части Грузии, на правом берегу реки Борбали (правый приток Кваблиани), на расстоянии приблизительно 4 километров (по прямой) к юго-западу от города Ахалцихе, административного центра муниципалитета. Абсолютная высота — 1231 метр над уровнем моря.

## Население
По результатам официальной переписи населения 2014 года, в Кулалиси проживал 151 человек (73 мужчины и 78 женщин). В национальной структуре населения армяне составляли 100 %.
| Год  | Население, человек |
| ---- | ------------------ |
| 2002 | 167                |
| 2014 | ↘ 151              |